# 임상혁 (작곡가)
임상혁 (1980년 4월 21일 ~ )은 대한민국의 작곡가로 RBW의 프로듀서이자 힙합 레이블 올라잇 뮤직의 대표이사다, 현재 동아방송예술대학교의 실용음악과 외래교수로도 재직중이다.

## 음반 목록
- 2009년 - 두 번째 비밀

## 프로듀싱 활동
- 2009년 김동희 - 그 사람 때문에
- 2009년 비스트 - Beast Is The B2ST (앨범 프로듀싱)
- 2010년 비스트 - Shock Of The New Era (앨범 프로듀싱)
- 2010년 포미닛 - Hit Your Heart (앨범 프로듀싱)
- 2010년 비스트 - Mastermind (앨범 프로듀싱)
- 2010년 비스트 - Lights Go On Again (앨범 프로듀싱)
- 2010년 포미닛 - INVITATION
- 2010년 시크릿 - 자리비움
- 2010년 비스트 - Break Down
- 2010년 Group Of 20 - Let's go
- 2010년 언터쳐블 - 잘해준게 없어서
- 2011년 포미닛 - 4Minutes Left (앨범 프로듀싱)
- 2011년 비스트 - Fiction and Fact (앨범 프로듀싱)
- 2011년 비스트 - 너 때문인 걸
- 2011년 포미닛 - You Know
- 2011년 포미닛 - Already Gone
- 2011년 포미닛 - 나쁘게
- 2011년 B1A4 - 못된 것만 배워서
- 2011년 G.NA - 내 사람이라서
- 2011년 비스트 - 불러보지만
- 2011년 U-CUBE - Fly so High
- 2011년 시크릿 - 웃지 좀 마
- 2011년 시크릿 - 바래
- 2011년 허가윤 - 꿈이라고 생각해
- 2012년 포미닛 - VOLUME UP (앨범 프로듀싱)
- 2012년 램 - 눈물이 나
- 2012년 전유나 - 그 사람
- 2012년 비투비 - 아버지
- 2012년 G.NA - 여름별
- 2012년 양요섭, 허가윤, G.NA, 이창섭 - Be Alright
- 2012년 비투비 - U & I
- 2012년 현아 - 내 남자친구에게
- 2013년 G.NA - Beautiful Kisses
- 2013년 포미닛 - Name Is 4minute (앨범 프로듀싱)
- 2013년 투윤 - 쎄쎄쎄
- 2013년 M4M - Sadness
- 2013년 포미닛 - Gimme That
- 2013년 G.NA - OOPS!
- 2014년 B.A.P - 쉽죠
- 2014년 B.A.P - B.A.P